# کاکیتسو

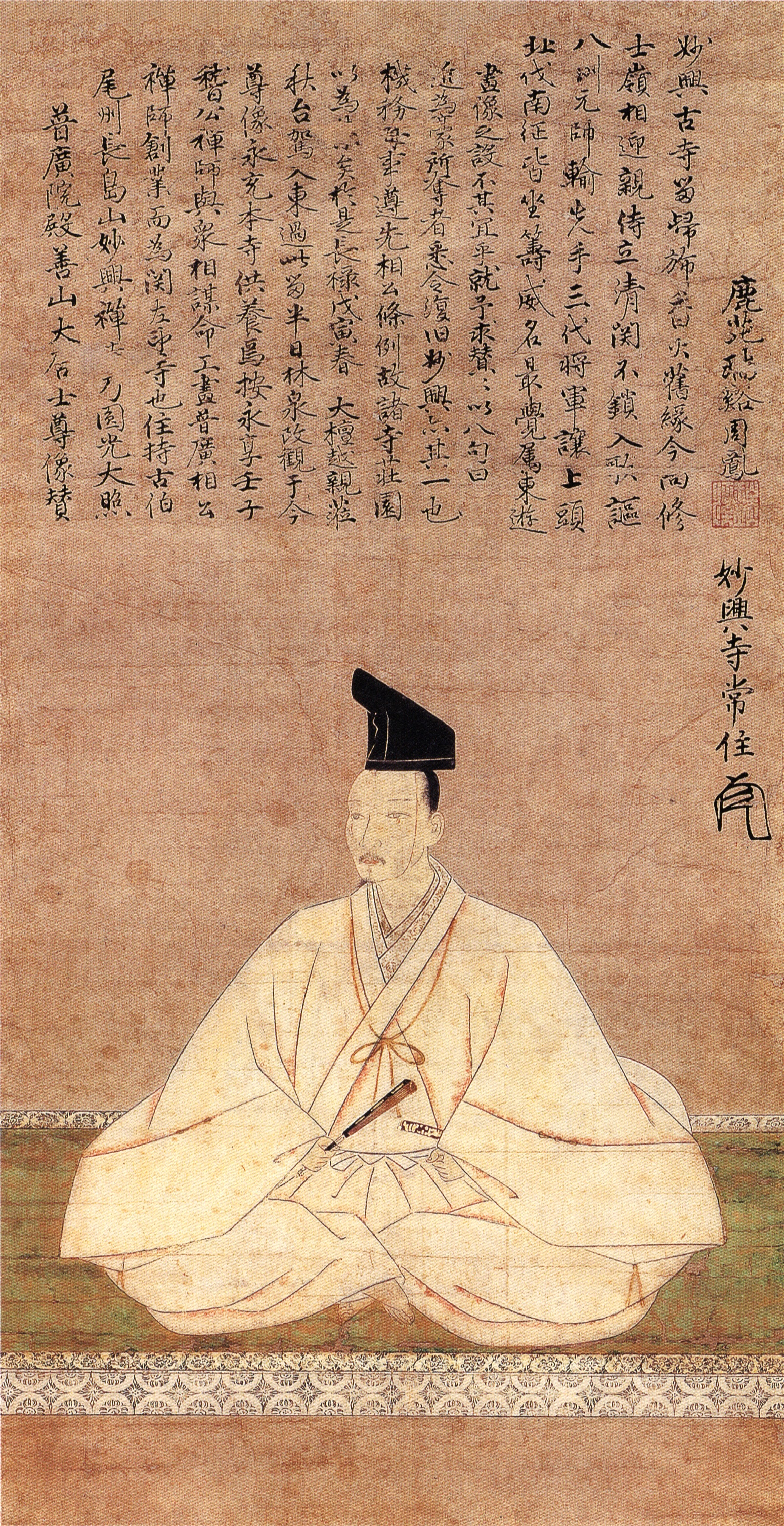
این عکس به هنرمندی Unknown (inscription by Zuikei Shūhō, signature by Ashikaga Yoshimasa) با عنوان Important Cultural Property of Japan در سال 1945 به تصویر کشیده شده است

کاکیتسو (به ژاپنی: [] Error: {{Lang}}: فاقد متن (راهنما)، 嘉吉 Kakitsu)؛ نام یک عصر تاریخی ژاپنی بود. این عصر بعد از ایکیو (ین این دوره موروماچی) و قبل از بون‌آن قرار داشت و از فوریه ۱۴۴۱ تا فوریه ۱۴۴۴ میلادی به طول انجامید. در طی این عصر امپراتور گو-هانزونو امپراتور ژاپن بود.